# Campeonato Paulista de Futebol Feminino Sub-17 de 2018
O Campeonato Paulista Feminino Sub-17 de 2018 foi a segunda edição deste evento esportivo, um torneio estadual de futebol feminino organizado pela Federação Paulista de Futebol (FPF).
O torneio compreendeu quatro distintas fases e envolveu a participação de um total de 14 clubes, ocorrendo no período de 11 de agosto a 2 de dezembro. A fase inicial consistiu na divisão dos participantes em três grupos, nos quais os clubes enfrentaram seus oponentes da mesma chave em partidas de turno e returno. Nas fases subsequentes, a determinação dos avançados para a fase seguinte baseou-se no resultado agregado das duas partidas, culminando na redução progressiva do número de clubes a cada fase até a disputa da final.
O título da edição foi conquistado pelo São Paulo, que venceu a decisão contra o Audax, com um placar agregado de 5 a 1.

## Antecedentes
Em 22 de fevereiro de 2017, a FPF organizou um congresso técnico que estabeleceu a criação do torneio. No mesmo dia, a entidade divulgou o regulamento da primeira edição. e emitiu um comunicado declarando que o campeonato tinha como objetivo principal "fomentar o futebol feminino, atraindo mais praticantes para a modalidade e gerando novos talentos para o futuro do esporte no Brasil". Notavelmente, este foi o primeiro campeonato de base de futebol feminino no Brasil. Posteriormente, outras competições semelhantes surgiram, como o Campeonato Brasileiro Sub-16 e Sub-18.
O São Paulo conquistou o primeiro título disputado com uma equipe de atletas com menos de quinze anos, em parceria com o Centro Olímpico, e derrotando o São José na decisão.

## Formato e participantes
Nesta edição, o regulamento dividiu as 14 equipes participantes em três grupos: dois compostos por cinco equipes e um por quatro. Na primeira fase, após oito rodadas, os dois melhores de cada grupo e os dois melhores terceiros colocados asseguraram suas vagas para as quartas de final. As fases eliminatórias foram decididas em dois jogos, com os vencedores dos placares agregados avançando até a final.
| Equipe               | Cidade              | Participações | Títulos  |
| -------------------- | ------------------- | ------------- | -------- |
| Audax                | Osasco              | 1             | —        |
| Barcelona            | São Paulo           | —             | —        |
| Caieiras             | Caieiras            | —             | —        |
| Centro Olímpico      | São Paulo           | 1             | —        |
| Embu das Artes       | Embu das Artes      | 1             | —        |
| Estrela de Guarulhos | Guarulhos           | —             | —        |
| Ferroviária          | Araraquara          | 1             | —        |
| Ginga Real           | Caieiras            | —             | —        |
| Inter de Limeira     | Limeira             | —             | —        |
| Santos               | Santos              | —             | —        |
| São José             | São José dos Campos | 1             | —        |
| São Paulo            | São Paulo           | 1             | 1 (2017) |
| Rio Branco           | Americana           | 1             | —        |
| Taboão da Serra      | Taboão da Serra     | 1             | —        |

## Primeira fase
Inicialmente, Embu das Artes e Taboão da Serra estavam programados para abrir a competição em 18 de agosto. Entretanto, o Taboão da Serra comunicou, por meio de um ofício, que não participaria do jogo. Diante disso, a entidade responsável determinou o W.O. e, no dia seguinte, a primeira rodada foi concluída. No primeiro grupo, a Ferroviária liderou, obtendo uma vantagem de dois pontos sobre o segundo colocado, a Inter de Limeira. Por sua vez, o Rio Branco conquistou sua vaga como o melhor terceiro colocado. No segundo grupo, o São Paulo venceu o confronto direto contra o Audax, garantindo a primeira posição ao final da fase. Além deles, o Centro Olímpico também assegurou sua classificação. Por fim, São José e Santos não enfrentaram dificuldades no terceiro grupo, garantindo assim suas vagas para a próxima fase.

## Fases finais
Nos jogos de ida das quartas de final, os visitantes emergiram vitoriosos, com exceção do São José, que acabou sendo derrotado pela Inter de Limeira. Entretanto, o clube reverteu essa desvantagem no embate subsequente, garantindo sua classificação. As demais equipes asseguraram suas vagas para a próxima fase com uma nova vitória sobre seus oponentes. Nas semifinais, Audax e São Paulo eliminaram, respectivamente, Ferroviária e São José.
O primeiro jogo da competição ocorreu em 25 de novembro e foi realizado na cidade de Osasco. O time visitante conquistou a vitória com dois gols de Mi, enquanto Laureen diminuiu o placar para o Audax. O São Paulo confirmou o título ao vencer o segundo jogo pelo placar de 3–0.
|  | Quartas de final              | Quartas de final              | Quartas de final              | Quartas de final              |       |             | Semifinais          | Semifinais          | Semifinais          | Semifinais          |  |       | Final                          | Final                          | Final                          | Final                          |  |  |
|  | 27 de outubro a 4 de novembro | 27 de outubro a 4 de novembro | 27 de outubro a 4 de novembro | 27 de outubro a 4 de novembro |       |             | 10 a 18 de novembro | 10 a 18 de novembro | 10 a 18 de novembro | 10 a 18 de novembro |  |       | 25 de novembro e 2 de dezembro | 25 de novembro e 2 de dezembro | 25 de novembro e 2 de dezembro | 25 de novembro e 2 de dezembro |  |  |
|  |                               |                               |                               |                               |       |             |                     |                     |                     |                     |  |       |                                |                                |                                |                                |  |  |
|  | Santos                        | 1                             | 0                             | 1                             |       |             |                     |                     |                     |                     |  |       |                                |                                |                                |                                |  |  |
|  | Audax                         | 2                             | 1                             | 3                             |       |             |                     |                     |                     |                     |  |       |                                |                                |                                |                                |  |  |
|  | Audax                         | 2                             | 1                             | 3                             |       | Audax (p.)  | 2                   | 0                   | 2 (4)               |                     |  |       |                                |                                |                                |                                |  |  |
|  |                               |                               |                               |                               |       | Audax (p.)  | 2                   | 0                   | 2 (4)               |                     |  |       |                                |                                |                                |                                |  |  |
|  |                               | Ferroviária                   | 0                             | 2                             | 2 (3) |             |                     |                     |                     |                     |  |       |                                |                                |                                |                                |  |  |
|  | Rio Branco-SP                 | Ferroviária                   | 0                             | 2                             | 2 (3) | 1           | 0                   | 1                   |                     |                     |  |       |                                |                                |                                |                                |  |  |
|  | Rio Branco-SP                 |                               |                               |                               |       | 1           | 0                   | 1                   |                     |                     |  |       |                                |                                |                                |                                |  |  |
|  | Ferroviária                   | 3                             | 2                             | 5                             |       |             |                     |                     |                     |                     |  |       |                                |                                |                                |                                |  |  |
|  | Ferroviária                   | 3                             | 2                             | 5                             |       |             |                     |                     |                     |                     |  | Audax | 1                              | 0                              | 1                              |                                |  |  |
|  |                               |                               |                               |                               |       |             |                     |                     |                     |                     |  | Audax | 1                              | 0                              | 1                              |                                |  |  |
|  |                               | São Paulo                     | 2                             | 3                             | 5     |             |                     |                     |                     |                     |  |       |                                |                                |                                |                                |  |  |
|  | Inter de Limeira              | São Paulo                     | 2                             | 3                             | 5     | 2           | 0                   | 2                   |                     |                     |  |       |                                |                                |                                |                                |  |  |
|  | Inter de Limeira              |                               |                               |                               |       | 2           | 0                   | 2                   |                     |                     |  |       |                                |                                |                                |                                |  |  |
|  | São José-SP                   | 1                             | 2                             | 3                             |       |             |                     |                     |                     |                     |  |       |                                |                                |                                |                                |  |  |
|  | São José-SP                   | 1                             | 2                             | 3                             |       | São José-SP | 2                   | 0                   | 2                   |                     |  |       |                                |                                |                                |                                |  |  |
|  |                               |                               |                               |                               |       | São José-SP | 2                   | 0                   | 2                   |                     |  |       |                                |                                |                                |                                |  |  |
|  |                               | São Paulo                     | 1                             | 5                             | 6     |             |                     |                     |                     |                     |  |       |                                |                                |                                |                                |  |  |
|  | Centro Olímpico               | São Paulo                     | 1                             | 5                             | 6     | 0           | 0                   | 0                   |                     |                     |  |       |                                |                                |                                |                                |  |  |
|  | Centro Olímpico               |                               |                               |                               |       | 0           | 0                   | 0                   |                     |                     |  |       |                                |                                |                                |                                |  |  |
|  | São Paulo                     | 3                             | 5                             | 8                             |       |             |                     |                     |                     |                     |  |       |                                |                                |                                |                                |  |  |

- As equipes que estão na parte superior do confronto possuem o mando de campo no primeiro jogo e em negrito as equipes classificadas.

### Gerais
- «Tabela do Campeonato Paulista Feminino Sub-17 de 2018». Federação Paulista de Futebol. Consultado em 18 de novembro de 2022. Arquivado do original em 1 de março de 2019
- «Regulamento do Campeonato Paulista Feminino Sub-17 de 2018» (PDF). Federação Paulista de Futebol. Consultado em 7 de julho de 2018. Arquivado do original (PDF) em 7 de setembro de 2018

### Específicas
1. 1 2  Ana Luiza Rosa (2 de dezembro de 2018). «São Paulo é bicampeão Paulista Feminino Sub-17». São Paulo. Consultado em 3 de outubro de 2020. Cópia arquivada em 20 de fevereiro de 2020
2. 1 2 3  «Federação Paulista cria campeonato estadual feminino sub-17». GloboEsporte.com. 23 de fevereiro de 2017. Consultado em 1 de setembro de 2018. Cópia arquivada em 2 de setembro de 2018
3. ↑  «FPF anuncia criação de Campeonato Paulista feminino sub-17». Gazeta Esportiva. 23 de fevereiro de 2017. Consultado em 1 de setembro de 2018. Cópia arquivada em 2 de setembro de 2018
4. ↑  Adalberto Leister Filho (24 de fevereiro de 2017). «FPF faz Paulista feminino sub-17 pela primeira vez». Máquina do Esporte. Consultado em 1 de setembro de 2018. Arquivado do original em 26 de fevereiro de 2017
5. ↑  «Ferroviária vence na estreia do Brasileiro Feminino Sub-16». Revista Comércio, Indústria e Agronegócio. 8 de dezembro de 2019. Consultado em 30 de agosto de 2020. Cópia arquivada em 17 de janeiro de 2020
6. ↑  Fernanda Silva (15 de janeiro de 2019). «CBF amplia calendário do feminino e cria competição de base». Olimpíada Todo Dia. Consultado em 30 de agosto de 2020. Cópia arquivada em 30 de agosto de 2020
7. ↑  Raoni David (18 de junho de 2017). «São José vence por 1 a 0, mas São Paulo segura pressão e fica com o título». Federação Paulista de Futebol. Consultado em 3 de outubro de 2020. Cópia arquivada em 3 de outubro de 2020
8. ↑  «FPF divulga grupos do Campeonato Paulista Feminino Sub-17». Portal Morada. 25 de julho de 2018. Consultado em 3 de outubro de 2020. Arquivado do original em 3 de outubro de 2020
9. ↑  «Fora de casa, Inter de Limeira e Audax vencem na estreia do torneio». Federação Paulista de Futebol. 19 de agosto de 2018. Consultado em 3 de outubro de 2020. Cópia arquivada em 3 de outubro de 2020
10. ↑  «Ferroviária se classifica no Paulista Feminino Sub-17». Portal Morada. 23 de outubro de 2018. Consultado em 3 de outubro de 2020. Arquivado do original em 3 de outubro de 2020
11. ↑  «Audax e Inter de Limeira goleiam e se isolam na liderança». Federação Paulista de Futebol. 6 de outubro de 2018. Consultado em 3 de outubro de 2020. Cópia arquivada em 3 de outubro de 2020
12. 1 2 3 4  «Rio Branco, Centro Olímpico e Santos goleiam na última rodada da primeira fase». Federação Paulista de Futebol. 21 de outubro de 2018. Consultado em 3 de outubro de 2020. Cópia arquivada em 3 de outubro de 2020
13. ↑  «Ferroviária perde pelo Paulista Feminino Sub-17». Portal Morada. 11 de novembro de 2018. Consultado em 3 de outubro de 2020. Arquivado do original em 16 de fevereiro de 2019
14. ↑  «São Paulo goleia São José e avança à decisão». Federação Paulista de Futebol. 18 de novembro de 2018. Consultado em 3 de outubro de 2020. Cópia arquivada em 3 de outubro de 2020
15. ↑  «São Paulo vence Audax e fica a um empate do título». Federação Paulista de Futebol. 25 de novembro de 2018. Consultado em 3 de outubro de 2020. Cópia arquivada em 3 de outubro de 2020